# Jurassic World Evolution
Jurassic World Evolution je budovatelská a manažerská videohra, kterou vyvinula a vydala společnost Frontier Developments. Hra je založena na filmu Jurský svět z roku 2015. Vydána byla v červnu 2018 pro PlayStation 4, Windows a Xbox One. Port hry pro Nintendo Switch byl vydán v listopadu 2020.

## Hratelnost
Hráči budují dinosauří park na souostroví Las Cinco Muertes. Hra obsahuje více než 40 druhů dinosaurů, jejichž geny lze upravovat a zavádět tak jejich nové vlastnosti. Hráči mají k dispozici tři druhy úkolů – vědu, bezpečnost a zábavu. Odemknout lze i nekonečný režim odehrávající se na ostrově Isla Nublar, kde se odehrával první a čtvrtý film.

## Vývoj
Na hře pracoval vývojářský tým s rozpočtem přibližně 8 milionů liber. V roce 2016 společnost NBCUniversal oslovila studio Frontier Developments s nabídkou vytvořit hru k uvedení filmu Jurský svět: Zánik říše. Vývoj zahrnoval prozkoumávání různých modelů dinosaurů, zhlédnutí filmů o Jurském parku, přečtení románů a fanouškovských teorií. Při navrhování dinosaurů se tým radil s paleontologem Jackem Hornerem.
Ve hře se objevili herci Jeff Goldblum, Bryce Dallas Howard a BD Wong, kteří si zopakovali své role z filmové série Jurský park.

## Vydání a reakce
Hra byla oznámena na veletrhu Gamescom 2017 a dočkala se smíšeného přijetí kritiky. Kritici chválili design a grafiku dinosaurů, ale kontrakty, simulace a manažerská hratelnost byly přijaty hůře. Kritizován byl také herní tutoriál.
Sedm měsíců po vydání se hry prodalo dva miliony kopií, což z ní učinilo nejúspěšnější hru uvedenou na trh společností Frontier. Hra byla po vydání podporována bezplatnými aktualizacemi a stahovatelným obsahem.
K březnu 2020 se hry prodalo přes tři miliony kopií.
Dne 9. listopadu 2021 bylo vydáno pokračování Jurassic World Evolution 2.